# Underground Chamber
Underground Chamber è il trentatreesimo album in studio del chitarrista statunitense Buckethead, pubblicato il 17 agosto 2011 dalla Hatboxghost Music.

## Il disco
Quarto disco appartenente alla serie "Buckethead Pikes", l'album consiste in un'unica traccia che, secondo quanto riportato dal sito di Buckethead Pikes, si tratta di "una documentazione sulla scoperta e l'esplorazione della sezione sotterranea di Bucketheadland."
La versione pubblicata sull'iTunes Store contiene lo stesso brano ma diviso in dieci parti.

## Tracce
CD
Musiche di Buckethead e Dan Monti.
1. Underground Chamber – 30:43

Download digitale
1. Underground Chamber Part 1 – 2:13
2. Underground Chamber Part 2 – 2:33
3. Underground Chamber Part 3 – 3:31
4. Underground Chamber Part 4 – 3:25
5. Underground Chamber Part 5 – 2:28
6. Underground Chamber Part 6 – 2:50
7. Underground Chamber Part 7 – 1:41
8. Underground Chamber Part 8 – 2:42
9. Underground Chamber Part 9 – 4:27
10. Underground Chamber Part 10 – 4:51

## Formazione
- Buckethead – chitarra

Altri musicisti
- Dan Monti – basso, missaggio[2]